# Эльфийская Рукопись: Сказание на все времена
 (прев. Вилењачки рукопис: Легенда за сва времена) је концептуални албум руске пауер метал групе Епидемија. Сказание на все времена је други и завршни део рок опере Эльфийская рукопись. Албум је снимљен и издат 2007. године.

## Сиже
Јунаци из првог дела Дезмонд, Торвалд и Алатиел су кренули у потеру за освајачем Дејмосом у његов умирући свет, Ксентарон. Портал, који је направио маг Ирдис, је разбацао јунаке на различита места новога света.

## Списак песама
1. 2:09
2. 5:21
3. 5:24
4. 4:46
5. 1:43
6. 5:39
7. 8:31
8. 5:06
9. 0:46
10. 4:31
11. 12:43
12. 5:03
13. 2:31 
бонус песма:
14. 5:35

## Извођачи

### Певачи
- Максим Самосват (Эпидемия) — Дезмонд, полувилењак
- Андреј Лобашев (Arida Vortex) — Торвалд, Дезмондов пријатељ
- Дмитриј Борисенков (Чёрний Обелиск) — Дејмос
- Михаил Серишев — Безимени бог, творац Ксентарона
- Артур Беркут (Ария) — Ирдис, вилењачки маг
- Кирил Немољајев (Бони Нем) — Скај, плави змај
- Јекатерина Белоброва — Минатрикс, демонска краљица
- Александра Комарова (Luna Aeterna) — Алатиел, вилењачка принцеза
- Јевгениј Јегоров (Колизей) — Гилтиас, златни змај
- Константин Румјанцев (Тролль Гнёт Ель) — Дрогбар, цар гнома

### Музичари
- Јуриј Мелисов – гитара
- Иља Мамонтов – гитара
- Иван Изотов – бас
- Дмитриј Иванов – клавијатуре
- Дмитриј Кривенков – бубњеви
- Андреј Смирнов – соло-гитара (7)
- Владимир Лазерсон – флаута (4), виолина (12)